# Johann Albrecht Adelgreif
Johann Albrecht Adelgreif (* unbekannt, in oder bei Elbing; † 11. Oktober 1636 in Königsberg (Preußen)) war ein religiöser deutscher Schwärmer.
Johann Albrecht Adelgreif war der Sohn eines protestantischen Dorfpfarrers in der Nähe von Elbing in Polnisch-Preußen. Er behauptete, dass sieben Engel vom Himmel gekommen seien und ihm den Auftrag erteilt hätten, die Person Gottes zu repräsentieren, alles Böse von der Welt zu verbannen und die Obrigkeit mit eisernen Ruten zu geißeln. Er zog im In- und Ausland herum, wobei er die Alten Sprachen beherrschte und auch Tschechisch, Polnisch und Litauisch redete. Adelgreif veröffentlichte zwölf von ihm ersonnene Glaubensartikel, legte sich Titel wie „Kaiser des heiligen göttlichen Reichs“, „König der Könige“ oder „König der ganzen Welt“ zu und es hieß von ihm, er habe die Sonne sichtbar am Himmel Kreise drehen lassen und, wie er selbst angekündig hatte, Sterne emporheben können. Als sein Treiben den Behörden im Herzogtum Preußen auffiel, ließen sie ihn 1636 festnehmen und nach Königsberg bringen. Dort wurde Adelgreif wegen „Zauberei“ angeklagt. Hinzu kam, dass er gestand, wegen Ehebruch in Siebenbürgen vorbestraft zu sein. Er wurde zum Tode verurteilt, enthauptet und verbrannt. Adelgreif starb ruhig in dem Glauben, er werde aus seiner Asche in drei Tagen wiederauferstehen.

## Einzelnachweis
1. ↑  Diese und weitere Titel in: Ein Schwärmer. Beitrag in: Der Bär, Ausgabe 13, Berlin 1887, S. 535.

| Personendaten    | Personendaten                             |
| ---------------- | ----------------------------------------- |
| NAME             | Adelgreif, Johann Albrecht                |
| ALTERNATIVNAMEN  | Adelgrief, Johann Albrecht                |
| KURZBESCHREIBUNG | deutscher Prophet, als Hexer hingerichtet |
| GEBURTSDATUM     | 16. Jahrhundert oder 17. Jahrhundert      |
| GEBURTSORT       | bei Elbing                                |
| STERBEDATUM      | 11. Oktober 1636                          |
| STERBEORT        | Königsberg (Preußen)                      |